# Попруженко, Михаил Григорьевич
Михаил Григорьевич Попруженко — российский математик-педагог, генерал от артиллерии, директор Владимирского Киевского кадетского корпуса (1898—1905).

## Биография
Родился 3 августа 1854 года из дворян Херсонской губернии.
Первоначальное образование получил в Петровско-Полтавской военной гимназии, которую в то время возглавлял генерал Франц Иванович Симашко — известный математик-педагог, автор нескольких учебников в том числе «Тригонометрия», «Арифметика», «Начальная геометрия».
В 1872 году Попруженко вступил в службу юнкером во 2-е военное Константиновское училище, но вскоре был переведен в Михайловское артиллерийское училище. Окончив его 1875 году, получил чин подпоручика с назначением в 31-ю артиллерийскую бригаду.
Принимал участие в Русско-турецкой войне 1877—1878 годов, включая Битву при Никополе и осаду Плевны. После войны, продолжил свое обучение уже в Михайловской артиллерийской академии, которую окончил в 1881 году.
С декабря 1881 года, 9 лет проработал в Воронежской гимназии сначала в должности воспитателя, а затем — штатного преподавателя математики и космографии (астрономии).
Из Воронежа он был направлен на должность инспектора классов Оренбургского Неплюевского кадетского корпуса, а в 1898 году стал директором Владимирско-Киевского кадетского корпуса, где прослужил 7 лет.
В 1905 году получил новое назначение — в Главное управление военно-учебных заведений; работал в Педагогическом комитете, в Учебно-воспитательном комитете Педагогического музея военно-учебных заведении, председательствовал в экзаменационной комиссии, в комиссиях по рассмотрению изданий по математике, физике, естествознанию и географии.
Умер 13 (27) февраля 1917 года от рака печени. Похоронен в Киеве на Кадетском кладбище. Панихиду служили 21 февраля в помещении Главного управления военно-учебных заведений.
Личная Библиотека Попруженко была сначала перевезена в помещение Педагогического музея, а затем по согласованию с комиссаром передана в собственность Всероссийского педагогического музея.

## Педагогическая деятельность
Сотрудничал с журналами «Вестник опытной физики и элементарной математики», «Педагогический сборник», а также написал ряд учебников.
Его учебник «Начала космографии» до революции был переиздан 7 раз, «Начала анализа» — 2 раза, «Задачник по геометрии» — 3 раза, причем он дважды выпускался в советское время в 1936 и в 1939 годах; многие задачи из этого учебника были включены в «Элементарную геометрию» Киселёва, ставшую основным советским учебником по геометрии на многие годы.
Входил в число организаторов Первого Всероссийского съезда преподавателей математики (С.-Петербург, 1911).
На Втором съезде (Москва. 1913) был избран председателем.

## Признание и память
Был награжден тремя орденами:
- Орденом святого Станислава 3-й степени с мечами и бантом за взятие Никополя.
- Двумя орденами святой Анны 4-й степени «За храбрость»; первый за взятие Плевны, второй — за переход через Балканы.